# Virus A de la pomme de terre
Potyvirus atuberosi
Espèce
Potyvirus atuberosi, aussi appelé virus A de la pomme de terre (PVA, sigle de Potato virus A), est un phytovirus pathogène de la famille des Potyviridae, responsable de symptômes en mosaïque plus ou moins marquée sur le feuillage de la pomme de terre (Solanum tuberosum). C'est l'un des plus importants virus affectant les cultures de pomme de terre. Il reste à l'état latent en cas d'infection primaire, mais peut induire des baisses de rendement sensibles en cas d'infection secondaire. Il peut aussi infecter de nombreuses autres espèces de Solanaceae.
Ce virus est transmis principalement par les pucerons, mais aussi par contact direct entre plantes blesées, par exemple en cas de vent ou par le biais des instruments agricoles. Son caractère « non-permanent » fait qu'il n'est conservé que peu de temps, environ 20 minutes, dans le corps du puceron infecté. De nombreuses variétés cultivées de pomme de terre sont résistantes au virus A.

## Référence biologique
- (en) ICTV : Potato virus A  (consulté le 28 février 2021)